# جابان (ديكلة)
جابان (بالفارسية: جابان) هي منطقة سكنية تقع في إيران في قسم ديكلة الریفي.